# Барон Гастингс
Барон Гастингс — аристократический титул, созданный трижды в британской истории в системе Пэрства Англии (1295, 1299 и 1461 годы).

## Креация 1295 года

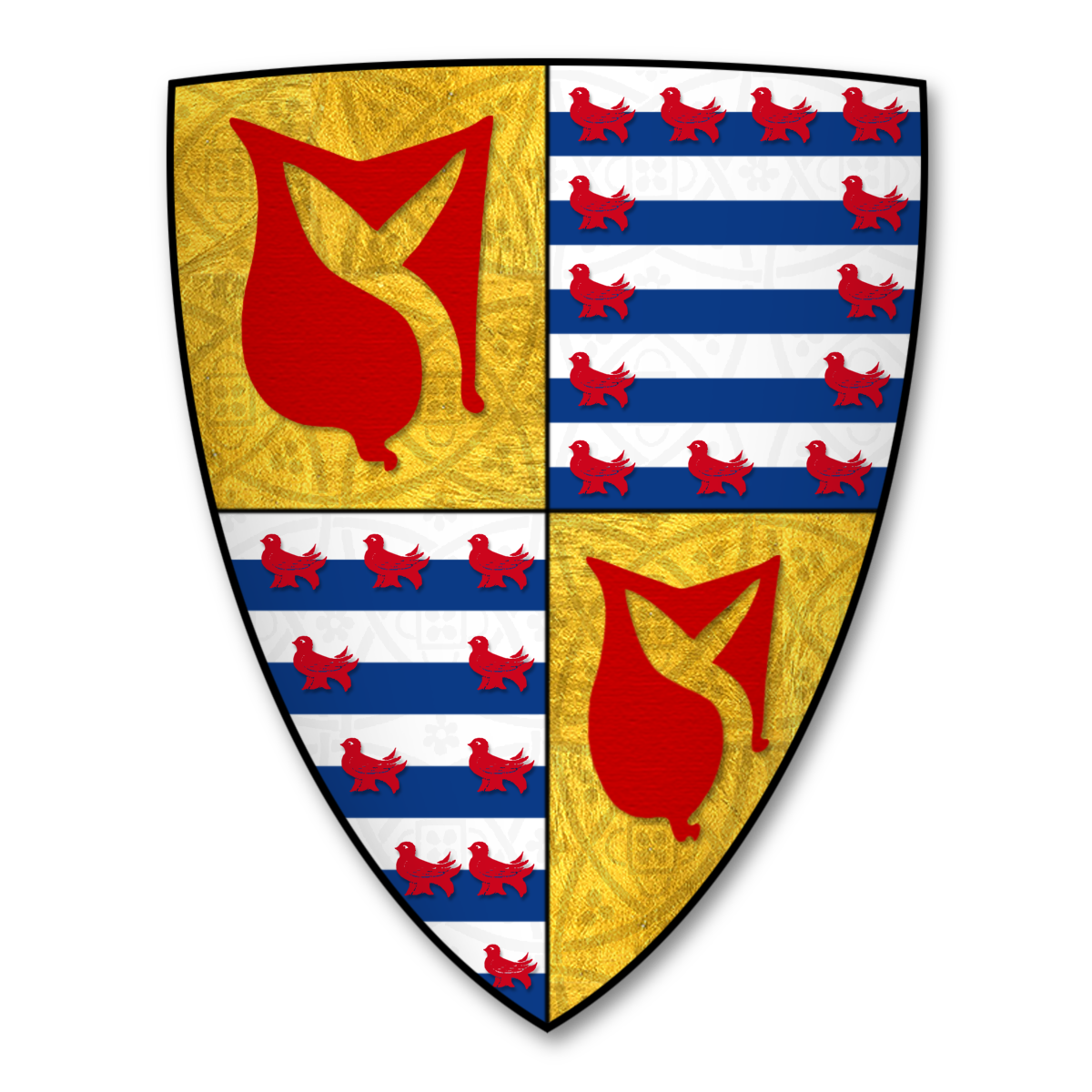
Герб Гастингсов, графов Пембрук

23 июня 1295 года Джон Гастингс (1262—1313) был вызван в парламент как лорд Гастингс. Он был сыном Генри де Гастингса (ок. 1235 — ок. 1269), который получил в 1263 году титул барона Гастингса от лорда-протектора Симона де Монфора. Вероятно, титул первого барона не был признан королём, но его сына Джона иногда называли 2-м бароном Гастингс. Большинство историков считает, что Джон был 1-м бароном Гастингсом. Внук Джона Гастингса, Лоуренс де Гастингс, 3-й барон Гастингс (1319—1348) в 1339 году получил титул 1-го графа Пембрука. Сын последнего, Джон де Гастингс, 2-й граф Пембрук (1347—1375), женился вторым браком на Энн Мэнни, 2-й баронессе Мэнни (1355—1389). Их сын, Джон Гастингс, 3-й граф Пембрук, 5-й барон Гастингс(1372—1389), унаследовал от своей матери титул 3-го барона Мэнни.
После его смерти в 1389 году титулы графа Пембрука и барона Мэнни прервались, в то время как баронство Гастингс попало в состояние бездействия. Затем баронский титул стал предметом судебного процесса. На баронство претендовали Хью Гастингс (1377—1396), впоследствии де-юре 7-й барон Гастингс. Он был старшим сыном сэра Хью Гастингса, внука сэра Хью Гастингса (ок. 1307—1347), сына второго барона Гастингса от второго брака. Претензии Хью были оспорены Реджинальдом Греем, 3-м бароном де Грей из Ратина (1362—1440). Лорд Грей де ратин претендовал на баронство по праву своей бабушки Елизаветы, дочери 2-го барона Гастингса от первой женой. После смерти Хью Гастингса в 1396 году судебный иск перешёл к его младшему брату Эдварду Гастингсу (1382—1438), впоследствии считается де-юре 8-м бароном Гастингсом. В 1410 году суд вынес решение в пользу Реджинальда Грея. В 1417—1433 годах Эдвард Гастинг находился в тюрьме. Окончательное решение относительно баронства не было принято, обе семьи продолжали претендовать на титул. Греи окончательно отказалась от своих претензий на титул в 1639 году.

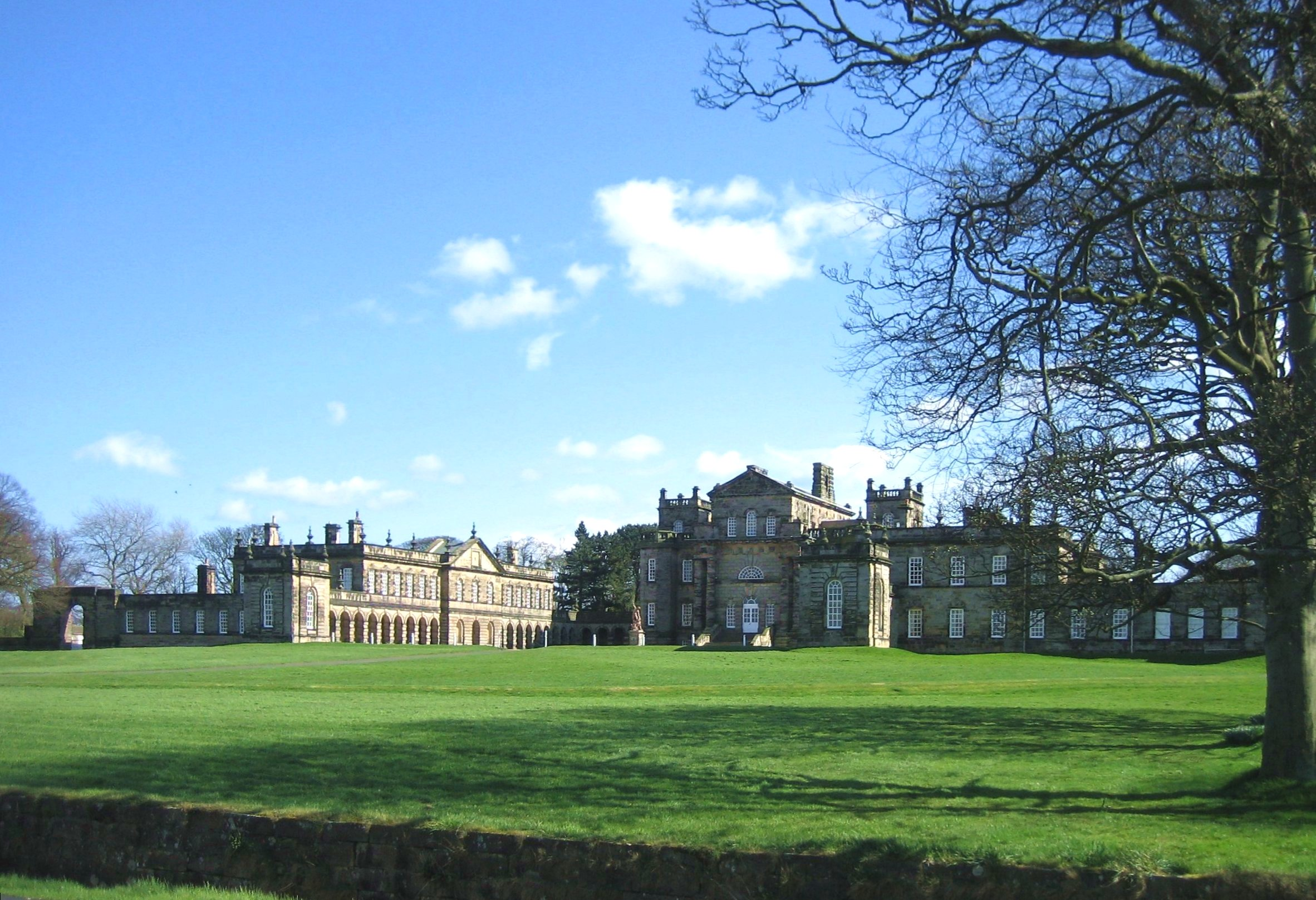
Ситон Делавал Холл, бывшая резиденция баронетов Эстли и баронов Гастингс

Титул барона Гастингса находился в состоянии ожидания 452 года. В 1841 году Палата лордов постановила, что законным преемником Джона Гастингса, 3-го графа Бембрука и 5-го барона Гастингса (1372—1389), является его родственник, Джон Гастингс, де-юре 6-й барон Гастингс (1326—1393). Он был старшим сыном сэра Хью Гастингса, младшего сына первого барона Гастингса. Его преемником стал его двоюродный племянник, вышеупомянутый Хью Гастингс, де-юре 7-й барон Гастингс (1377—1396). Следующим владельцем титула стал его младший брат, вышеупомянутый Эдвард Гастингс, де-юре 8-й барон Гастингс (1382—1438). После смерти потомка последнего, Джона Гастингса, де-юре 15-го барона Гастингса (1531—1542), баронский титул оказался в состоянии ожидания между сестрами барона Энн и Элизабет. Палата лордов в 1841 году признала законным носителем титула сэра Джейкоба Эстли, 6-го баронета из Хилл Мортона (1797—1859), который был вызван в Палату лордов в том же году в качестве 16-го барона Гастингса. Он был потомком вышеупомянутой Элизабет Гастингс, сестры де-юре 15-го барона. Лорд Гастингс ранее представлял Западный Норфолк в Палате общин Великобритании (1832—1837).
По состоянию на 2024 год носителем титула являлся его потомок, Делавал Томас Гарольд Гастингс, 23-й барон Гастингс и 13-й баронет (род. 1960), который стал преемником своего отца в 2007 году. Эдвард Эстли, 22-й барон Гастингс (1912—2007), работал в консервативных правительствах Гарльда Макмиллана и Алека Дугласа-Хьюма (правительственный «кнут» в Палате лордов в 1961—1962 годах и парламентский секретарь министра жилищного строительства и местного самоуправления в 1962—1964 годах).
Титул баронета Эстли из Хилл Мортона в графстве Уорикшир (Баронетство Англии) был создан 25 июня 1660 года для Джейкоба Эстли (ок. 1639—1729). Он представлял Норфолк в Палате общин в течение многих лет (1685—1689, 1690—1701, 1702—1705, 1710—1722). Его правнук, Эдвард Эстли, 4-й баронет (1729—1802), также представлял Норфолк в парламенте (1768—1790). Он женился на Роде Делавал (1725—1757), дочери Фрэнсиса Блейка Делавала (1692—1752) из Ситон Делавал Холла в Нортумберленде, и сестре Джона Делавала, 1-го барона Делавала (1728—1808). С помощью этого брака имение Ситон Делавал перешло к семьи Эстли. Их сын, сэр Джейкоб Генри Эстли (1756—1817) также заседал в Палате общин от Норфолка. Последний был отцом Джейкоба Эстли, 6-го баронета (1797—1859), который получил титул барона Гастингса в 1841 году.
Семейная резиденция — Ситон Делавал Холл (в настоящее время находится в распоряжении Национального фонда Великобритании).

## Креация 1299 года
Эдмунд Гастингс (ок. 1265 — ок. 1314) был младшим сыном Джона Гастингса, 1-го барона Гастингса. 29 декабря 1299 года он был вызван в парламент как лорд Гастингс. После его смерти баронский титул прервался.

## Креация 1461 года

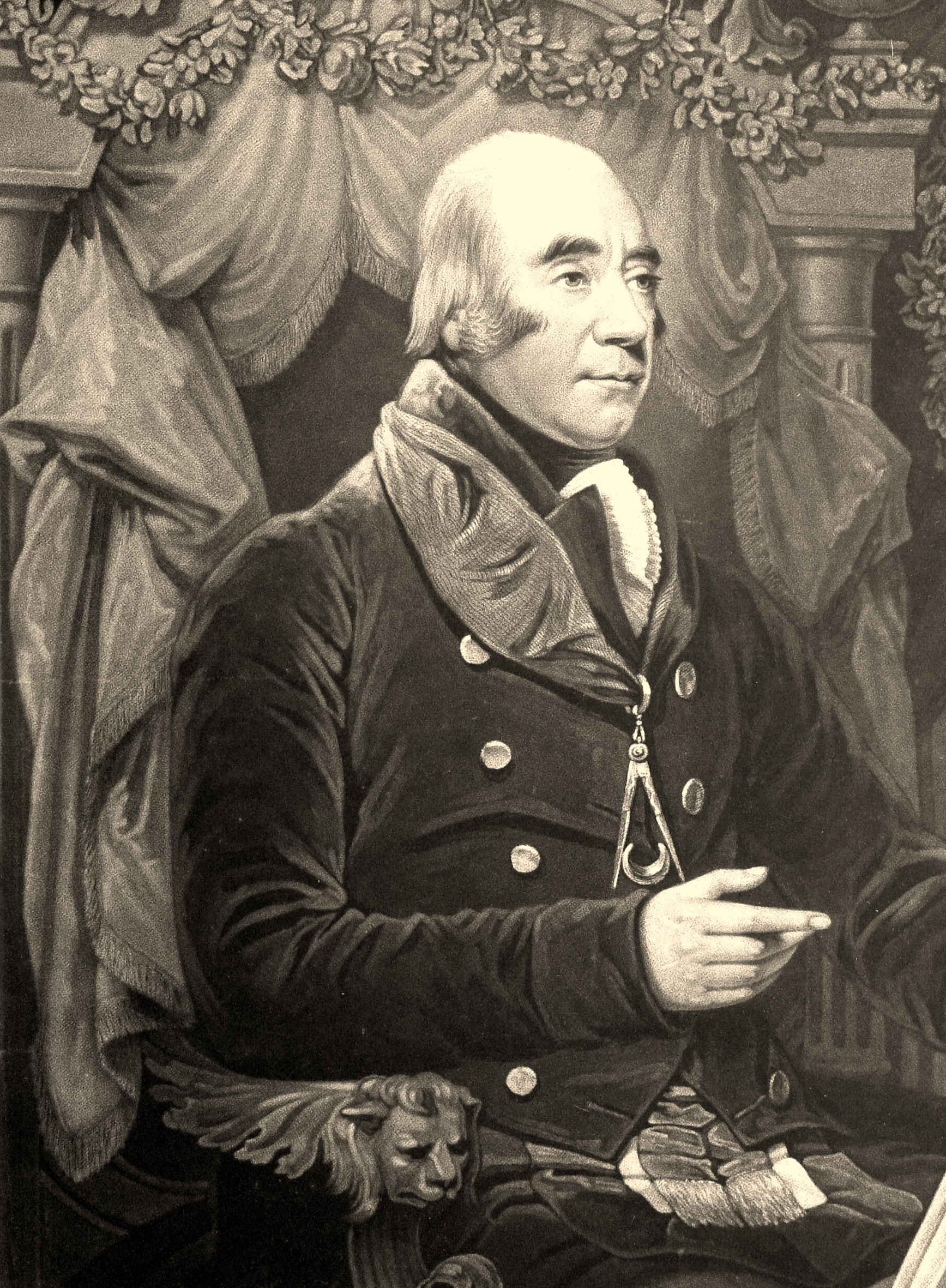
Фрэнсис Роудон-Гастингс, 1-й маркиз Гастингс (1754—1826), генерал-губернатор Индии (1813—1823)

Сэр Уильям Гастингс (ок. 1430—1483) служил в качестве лорда-камергера (1461—1470, 1471—1483) и в качестве посла во Франции. Он был вызван в парламент как лорд Гастингс 26 июля 1461 года. Барон Гастингс был обезглавлен на Тауэр-Хилл в 1483 году по обвинению в измене против Ричарда Глостера. Его сын, Эдвард Гастингс, 2-й барон Гастингс (1466—1506), женился на Мэри, дочери Роберта Хангерфорда, 3-го барона Хангерфорда (1431—1464), который был лишен титула в 1461 году. Мэри унаследовала претензии на баронство Хангерфорд, баронство Ботро и баронство де Молейнс. Их сын, Джордж Гастингс, 3-й барон Гастингс (1488—1544), унаследовал баронстве Гастингс от своего отца (1506) и баронства Хангерфорд, Ботро и де Молейнс от своей матери (1520). В 1513 году для него был создан титул Хантингдона.
В 1789 году после смерти Фрэнсиса Гастингса, 10-го графа Хантингдона (1729—1789), графский титул попал в состояние ожидания, в то время как баронства Гастингс, Хангерфорд, Ботро и де Молейнс перешли к его сестре Элизабет, жене Джона Роудона, 1-го графа Мойра (1720—1793). Их сын, Фрэнсис Роудон-Гастингс, 2-й граф Мойра (1754—1826), унаследовал четыре баронства после смерти матери в 1808 году. В 1816 году для него был создан титул маркиза Гастингса. Лорд Гастингс женился на Флоре Мюр-Кэмпбелл, 6-й графине Лаудоун (1780—1840). Их сын, Джордж Огастес Роудон-Гастингс, 2-й маркиз Гастингс (1808—1844), также унаследовал графство Лаудон от своей матери в 1840 году. Он женился на Барбаре Йелвертон, 20-й баронессе Грей из Ратина (1810—1858). После смерти в 1868 году его младшего сына, Генри Роудона-Гастингса, 4-го маркиза Гастингса (1842—1868), который также сменил свою мать как барон Грей из Ратина (1858), титул маркиза Гастингса прервался. Титул графа Лаудона перешёл к его старшей сестре, Эдит Роудон-Гастингс (1833—1874). Баронства Гастингс, Хангерфорд, Ботро, де Молейнс и Грей де Ратин оказались в состоянии ожидания между его сестрами.

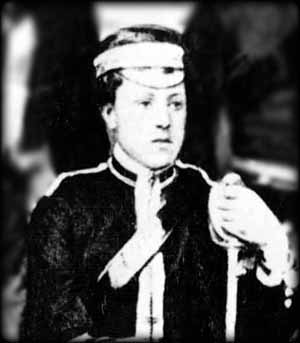
Генри Роудон-Гастингс, 4-й маркиз Гастингс

В 1871 году баронства Ботро, Хангерфорд, де Молейнс и Гастингс были переданы Эдит Мод Роудон-Гастингс, 10-й графине Лаудон (1833—1874). В 1920 году после смерти её старшего сына, Чарльза Эдварда Роудона-Гастингса, 11-го графа Лаудона (1855—1920), графство перешло к его старшей племяннице, Эдит Мод Эбни-Гастингс, 12-й графини Лаудон (1883—1960), в то время как четыре баронства попали в состояние ожидания между Эдит и её младшими сестрами.
В 1921 году баронские титулы Гастингс и Ботро были переданы Эдит Мод Эбни-Гастингса (также она получила баронство Стэнли в том же году). Тем не менее, баронство де Молейнс и баронство Хангерфорд в 1974 году получил Джестин Филиппс, 2-й виконт Сент-Дэвидс (1917—1991). после смерти Эдит в 1960 году баронства Гастингс, Стэнли и Ботро оказались в состоянии ожидания, на них претендовали дочери покойной. По состоянию на 2024 года эти титулы остаются в бездействии.

## «Барон Гастингс» (1263)
- 1263—1268: Генри де Гастингс, 1-й барон Гастингс (умер 5 марта 1268/1269), единственный сын сэра Генри де Гастингса и Ады Хантингдон[1].

## Бароны Гастингс (1295)

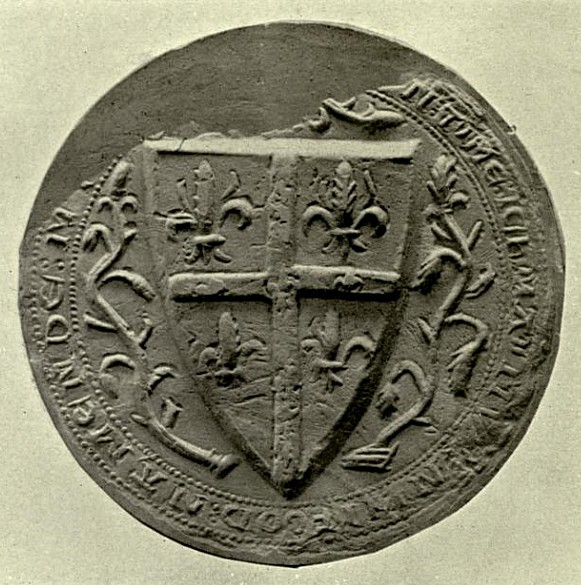
Печать Джона Гастингса, 1-го барона Гастингса, приложенная письму баронов 1301 года

- 1298—1313: Джон Гастингс, 1-й барон Гастингс (6 мая 1262 — 28 февраля 1313), сын Генри де Гастингса (ок. 1235 — ок. 1268)[2];
- 1313—1325: Джон Гастингс, 2-й барон Гастингс (29 сентября 1287 — 20 января 1325), второй сын предыдущего[3];
- 1325—1348: Лоуренс Гастингс, 1-й граф Пембрук, 3-й барон Гастингс (20 марта 1318 — 20 августа 1348), единственный сын предыдущего[4];
- 1348—1375: Джон Гастингс, 2-й граф Пембрук, 4-й барон Гастингс (29 августа 1347 — 16 апреля 1375), единственный сын предыдущего[5];
- 1375—1389: Джон Гастингс, 3-й граф Пембрук, 5-й барон Гастингс (11 ноября 1372 — 30 декабря 1389), единственный сын предыдущего[6];
- 1389—1393: Джон Гастингс, де-юре 6-й барон Гастингс (1326 — 31 августа 1393), сын сэра Хью де Гастингса (ок. 1310—1347), внук сэра Джона де Гастингса, 1-го барона Гастингса[7];
- 1393—1396: Хью Гастингс, де-юре 7-й барон Гастингс (1377 — 2 ноября 1396), старший сын сэра Хью Гастингса (ум. 1386), внук сэра Хью де Гастингса (ум. ок. 1369)[8];
- 1396—1438: Эдвард Гастингс, де-юре 8-й барон Гастингс (21 мая 1382 — 6 января 1438), младший брат предыдущего[9];
- 1438—1477: Джон Гастингс, де-юре 9-й барон Гастингс (1411 — 9 апреля 1477), сын предыдущего[10];
- 1477—1488: Хью Гастингс, де-юре 10-й барон Гастингс (1447 — 7 июня 1488), старший сын предыдущего[11];
- 1488—1504: Джон Гастингс, де-юре 11-й барон Гастингс (1466 — 12 июля 1504), старший сын предыдущего[12];
- 1504—1512: Джордж Гастингс, де-юре 12-й барон Гастингс (1474 — 11 июня 1512), младший брат предыдущего[13];
- 1512—1514: Джон Гастингс, де-юре 13-й барон Гастингс (1498 — 10 февраля 1514), второй сын предыдущего[14];
- 1514—1540: Хью Гастингс, де-юре 14-й барон Гастингс (1515 — 29 декабря 1540), младший брат предыдущего[15];
- 1540—1542: Джон Гастингс, де-юре 15-й барон Гастингс (27 июля 1531 — 8 января 1542), единственный сын предыдущего[16]. В состоянии ожидания с 1542 года
- 1841—1859: Джейкоб Эстли, 16-й барон Гастингс, 6-й баронет Эстли[англ.] (13 ноября 1797 — 27 декабря 1859), старший сын сэра Джейкоба Эстили, 5-го баронета (1756—1817). Признан в качестве барона в 1841 году[17];
- 1859—1871: Джейкоб Генри Делавал Эстли, 17-й барон Гастингс, 7-й баронет Эстли (21 мая 1822 — 8 марта 1871), старший сын предыдущего[18];
- 1871—1872: Делавал Лофтус Эстли, 18-й барон Гастингс, 8-й баронет Эстли (24 марта 1825 — 28 сентября 1872), младший брат предыдущего[19];
- 1872—1875: Бернард Эдвард Делавал Эстли, 19-й барон Гастингс, 9-й баронет Эстли (9 сентября 1855 — 22 декабря 1875), старший сын предыдущего[20];
- 1875—1904: Джордж Маннерс Эстли, 20-й барон Гастингс, 10-й баронет Эстли[англ.] (4 апреля 1857 — 18 сентября 1904), младший брат предыдущего[21];
- 1904—1956: Альберт Эдвард Делавал Эстли, 21-й барон Гастингс, 11-й баронет Эстли (24 ноября 1882 — 18 января 1956), старший сын предыдущего[22];
- 1956—2007: Эдвард Делавал Генри Эстли, 22-й барон Гастингс, 12-й баронет Эстли[англ.] (14 апреля 1912 — 25 апреля 2007), старший сын предыдущего[23];
- 2007 — настоящее время: Делавал Томас Гарольд Эстли, 23-й барон Гастингс[англ.] (род. 25 апреля 1960), старший сын предыдущего[24];
  - Наследник титула: достопочтенный Джейкоб Эддисон Эстли (род. 5 сентября 1991), единственный сын предыдущего[25].

## Баронеты Эстли из Хилл Мортон (1660)
- 1660—1729: Сэр Джейкоб Эстли, 1-й баронет[англ.] (ок. 1639 — 17 августа 1729), старший сын Эдварда Эстли (ум. 1653) и Элизабет Эстли[26];
- 1729—1739: Сэр Филипп Эстли, 2-й баронет (20 июля 1667 — 7 июля 1739), второй сын предыдущего[27];
- 1739—1760: Сэр Джейкоб Эстли, 3-й баронет (3 января 1692 — 5 января 1760), единственный сын предыдущего[28];
- 1760—1802: Сэр Эдвард Эстли, 4-й баронет[англ.] (26 декабря 1729 — 27 марта 1802), старший сын предыдущего[29];
- 1802—1817: Сэр Джейкоб Генри Эстли, 5-й баронет (12 сентября 1756 — 28 апреля 1817), старший сын предыдущего[30];
- 1817—1859: Сэр Джейкоб Эстли, 6-й баронет (13 ноября 1797 — 27 декабря 1859), старший сын предыдущего, барон Гастингс с 1841 года[17].

## Барон Гастингс (1299)
- 1299—1314: Эдмунд Гастингс, 1-й барон Гастингс (ок. 1265 — ок. 1314), третий сын Джона Гастингса, 1-го барона Гастингса (1262—1313).

## Барон Гастингс (1461)

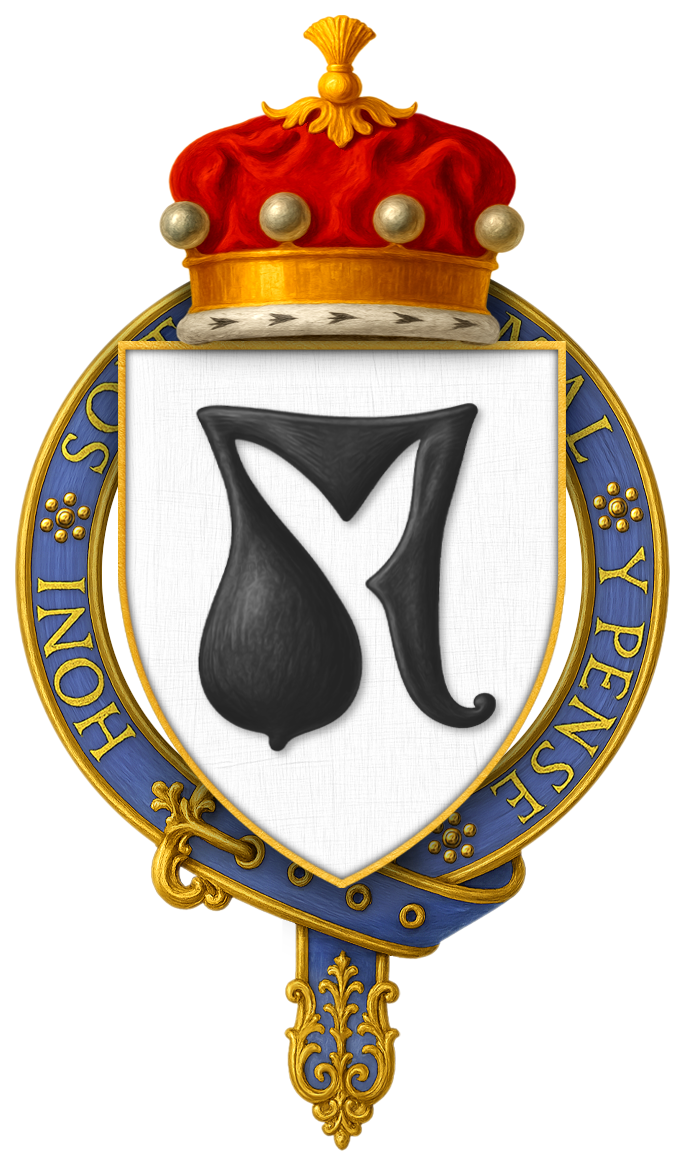
Герб Уильяма Гастингса, 1-го барона Гастингса из Эшби (ок. 1431—1483)

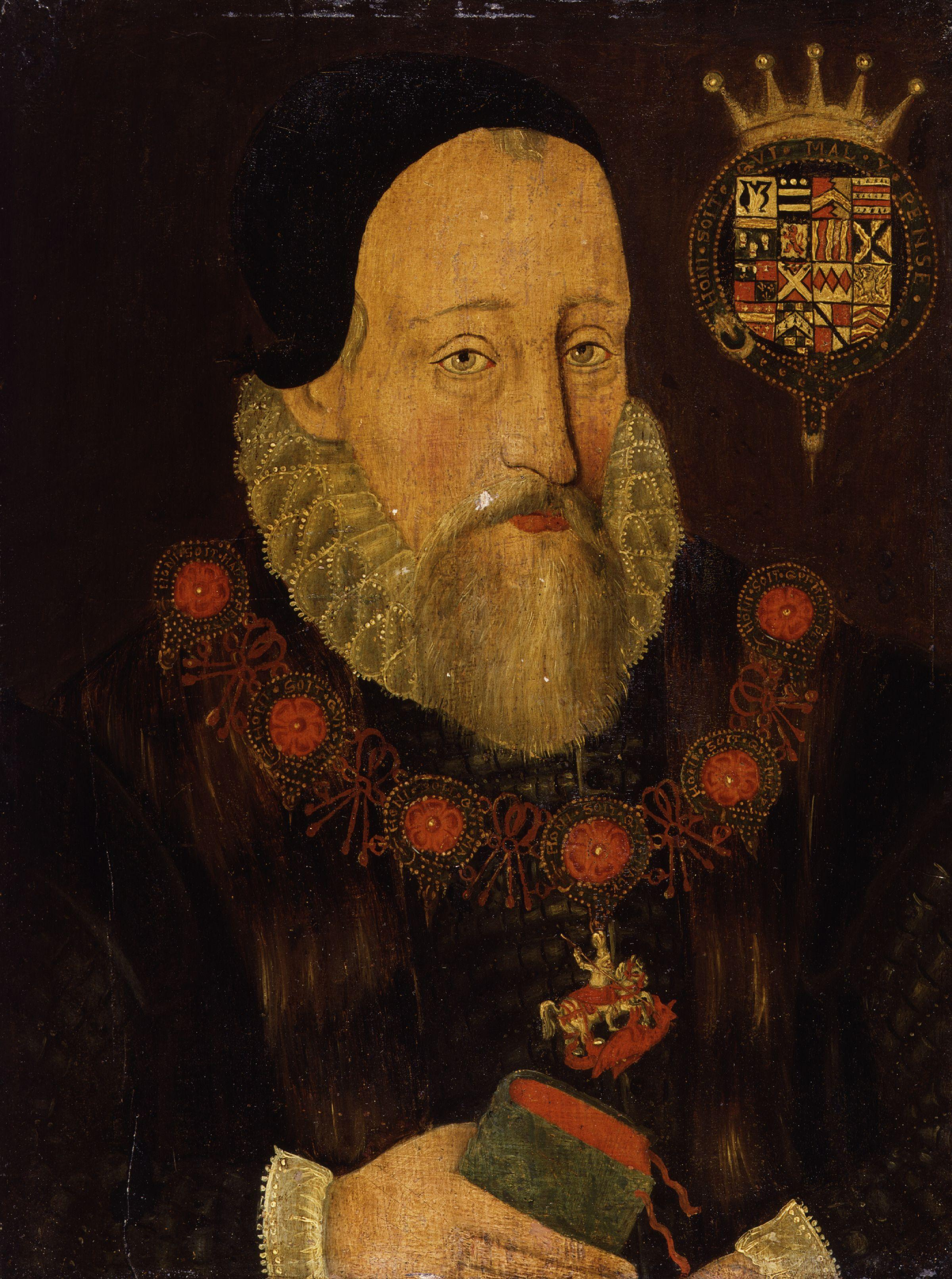
Генри Гастингс, 3-й граф Хантингдон, 5-й барон Гастингс, 8-й барон Ботро (1536—1595)

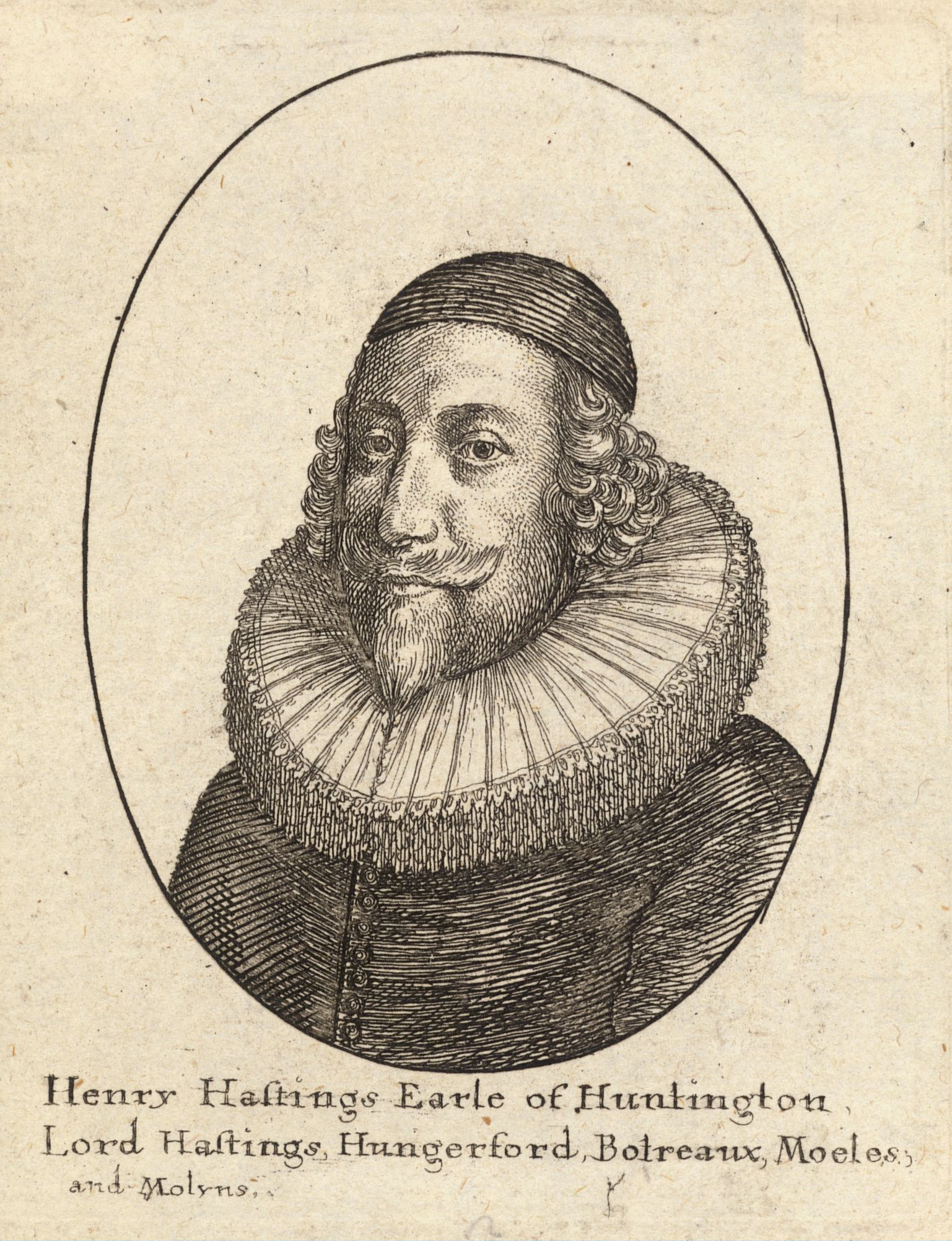
Генри Гастингс, 5-й граф Хантингдон, 5-й барон Гастингс, 8-й барон Ботро (1586—1643)

- 1461—1483: Уильям Гастингс, 1-й барон Гастингс (ок. 1430 — 13 июня 1483), старший сын сэра Леонарда Гастингса из Кирби (ок. 1396—1455)[31];
- 1483—1506: Эдуард Гастингс, 2-й барон Гастингс (26 ноября 1464 — 8 ноября 1506), старший сын предыдущего[32];
- 1506—1544: Джордж Гастингс, 1-й граф Хантингдон, 3-й барон Гастингс, 6-й барон Ботро (1488 — 24 марта 1544), старший сын предыдущего[33];
- 1544—1560: Фрэнсис Гастингс, 2-й граф Хантингдон, 4-й барон Гастингс, 7-й барон Ботро (1514 — 23 июня 1560), старший сын предыдущего[34];
- 1560—1595: Генри Гастингс, 3-й граф Хантингдон, 5-й барон Гастингс, 8-й барон Ботро (1536 — 14 декабря 1595), старший сын предыдущего[35];
- 1595—1604: Джордж Гастингс, 4-й граф Хантингдон, 6-й барон Гастингс, 9-й барон Ботро (1540 — 31 декабря 1604), третий сын 2-го графа Хантингдона, младший брат предыдущего[36];
- 1604—1643: Генри Гастингс, 5-й граф Хантингдон, 7-й барон Гастингс, 10-й барон Ботро (24 апреля 1586 — 14 ноября 1643), сын Фрэнсиса Гастингса, лорда Гастингса (ум. 1595), внук 4-го графа Хантингдона[37];
- 1643—1656: Фердинандо Гастингс, 6-й граф Хантингдон, 8-й барон Гастингс, 11-й барон Ботро (18 января 1609 — 13 февраля 1656), старший сын предыдущего[38];
- 1656—1701: Теофилиус Гастингс, 7-й граф Хантингдон, 9-й барон Гастингс, 12-й барон Ботро (10 декабря 1650 — 30 мая 1701), четвёртый сын предыдущего[39];
- 1701—1705: Джордж Гастингс, 8-й граф Хантингдон, 10-й барон Гастингс, 13-й барон Ботро (22 марта 1677 — 22 февраля 1705), второй сын предыдущего от первого брака[40];
- 1705—1746: Теофилиус Гастингс, 9-й граф Хантингдон, 11-й барон Гастингс, 14-й барон Ботро (12 ноября 1696 — 13 октября 1746), старший сын 7-го графа Хантингдона от второго брака, сводный брат предыдущего[41];
- 1746—1789: Фрэнсис Гастингс, 10-й граф Хантингдон, 12-й барон Гастингс, 15-й барон Ботро (13 марта 1729 — 2 октября 1789), старший сын предыдущего[42];
- 1789—1808: Элизабет Родон, 13-я баронесса Гастингс, 16-я баронесса Ботро[англ.] (23 марта 1731 — 11 апреля 1808), старшая дочь 9-го графа Хантингдона, младшая сестра предыдущего[43];
- 1808—1826: Фрэнсис Роудон-Гастингс, 1-й маркиз Гастингс, 14-й барон Гастингс, 17-й барон Ботро (9 декабря 1754 — 28 ноября 1826), старший сын Джона Роудона, 1-го графа Мойра (1719/1720 — 1793), и Элизабет Гастингс, 13-й баронессы Гастингс (1731—1808)[44];
- 1826—1844: Джордж Огастес Фрэнсис Родон-Гастингс, 2-й маркиз Гастингс, 15-й барон Гастингс, 18-й барон Ботро (4 февраля 1808 — 13 января 1844), единственный сын предыдущего[45];
- 1844—1851: Паулин Реджинальд Серло Родон-Гастингс, 3-й маркиз Гастингс, 16-й барон Гастингс, 19-й барон Ботро (2 июня 1832 — 17 января 1851), старший сын предыдущего[46];
- 1851—1868: Генри Уэйсфорд Чарльз Плантагенет Родон-Гастингс, 4-й маркиз Гастингс, 17-й барон Гастингс, 20-й барон Ботро (22 июля 1842 — 10 ноября 1868), младший брат предыдущего[47]. С 1868 года в состоянии ожидания
- 1871—1874: Эдит Роудон-Гастингс, 10-я графиня Лаудон, 18-я баронесса Гастингс, 21-я баронесса Ботро (10 декабря 1833 — 23 января 1874), старшая дочь 2-го маркиза Гастингса. В 1871 году признана в качестве 18-й баронессы Гастингс[48];
- 1874—1920: Чарльз Эдвард Родон-Гастингс, 11-й граф Лаудон, 19-й барон Гастингс, 22-й барон Ботро (5 января 1855 — 17 мая 1920), старший сын предыдущей[49]. С 1920 года в состоянии ожидания
- 1921—1960: Эдит Эбни-Гастингс, 12-я графиня Лаудон, 20-я баронесса Гастингс, 23-я баронесса Ботро, 7-я баронесса Стэнли (13 мая 1883 — 24 февраля 1960), старшая дочь майора Паулина Фрэнсиса Катберта Роудона-Гастингса (1856—1907), внучка Чарльза Фредерика Эбни-Гастингса, 1-го барона Донингтона (1822—1895), и Эдит Мод Роудон-Гастингс, 10-й графини Лаудон (1833—1874). С 1960 года в состоянии ожидания[50].

## Сонаследники 20-й баронессы Гастингс
- Саймон Эбни-Гастингс, 15-й граф Лаудон (род. 29 октября 1974), старший сын Майкла Эдварда Эбни-Гастинргса, 14-го графа Лаудона (1942—2012), внук Эдит Эбни-Гастингс, 20-й баронессы Гастингс[51];
- Шиина Уильямс (род. 9 мая 1941), единственная дочь леди Джейн Хаддслстон Кэмпбелл (род. 1920), второй дочери Эдит Эбни-Гастингс, от первого брака с Эдгаром Райтом Уэкфилдом. С 1968 года жена Дональда Рассела Уильямса[52];
- Флора Энн Мадлен Пурди (род. 12 июня 1957), единственная дочь леди Джейн Хаддслстон Кэмпбелл Эбни-Гастингс, (род. 1920), второй дочери Эдит Эбни-Гастингс, от второго брака с капитаном Артуром Александром Хабблом (ум. 1979). 1-й муж с 1975 года Джон Роберт Керр (развод в 1992) , 2-й муж с 2001 года Джеймс Клемент Флеминг Пурди[53];
- Норман Ангус Макларен[англ.] (род. 6 мая 1948), старший сын майора Дэвида Кеттета Макларена (ум. 2000) и леди Эдит Хаддлстон Эбни-Гастингс (1925—2006), внук Эдит Эбни-Гастингс, 20-й баронессы Гастингс[54].